# 체코 자유보유권자당
체코 자유보유권자당(체코어: Strana soukromníků České republiky)은 체코의 중도우파 정당으로, 2008년 설립되었다.